# Schwangau

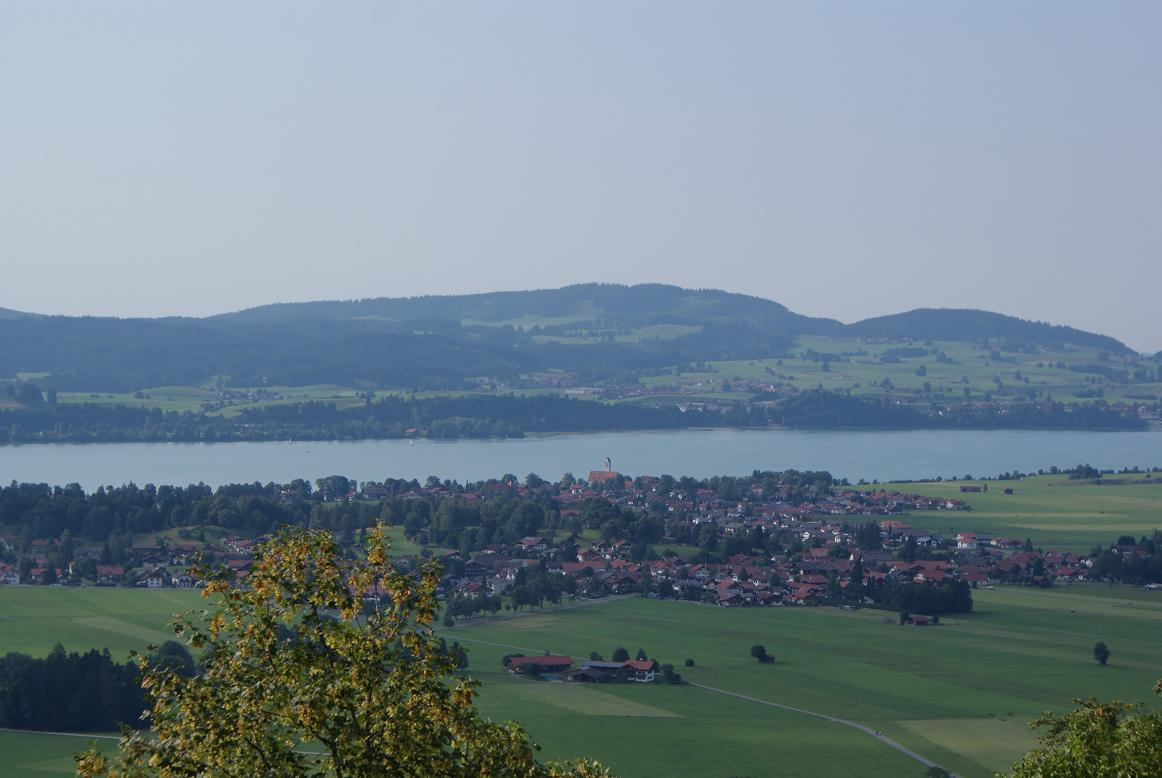
Schwangau von Schloss Neuschwanstein aus gesehen

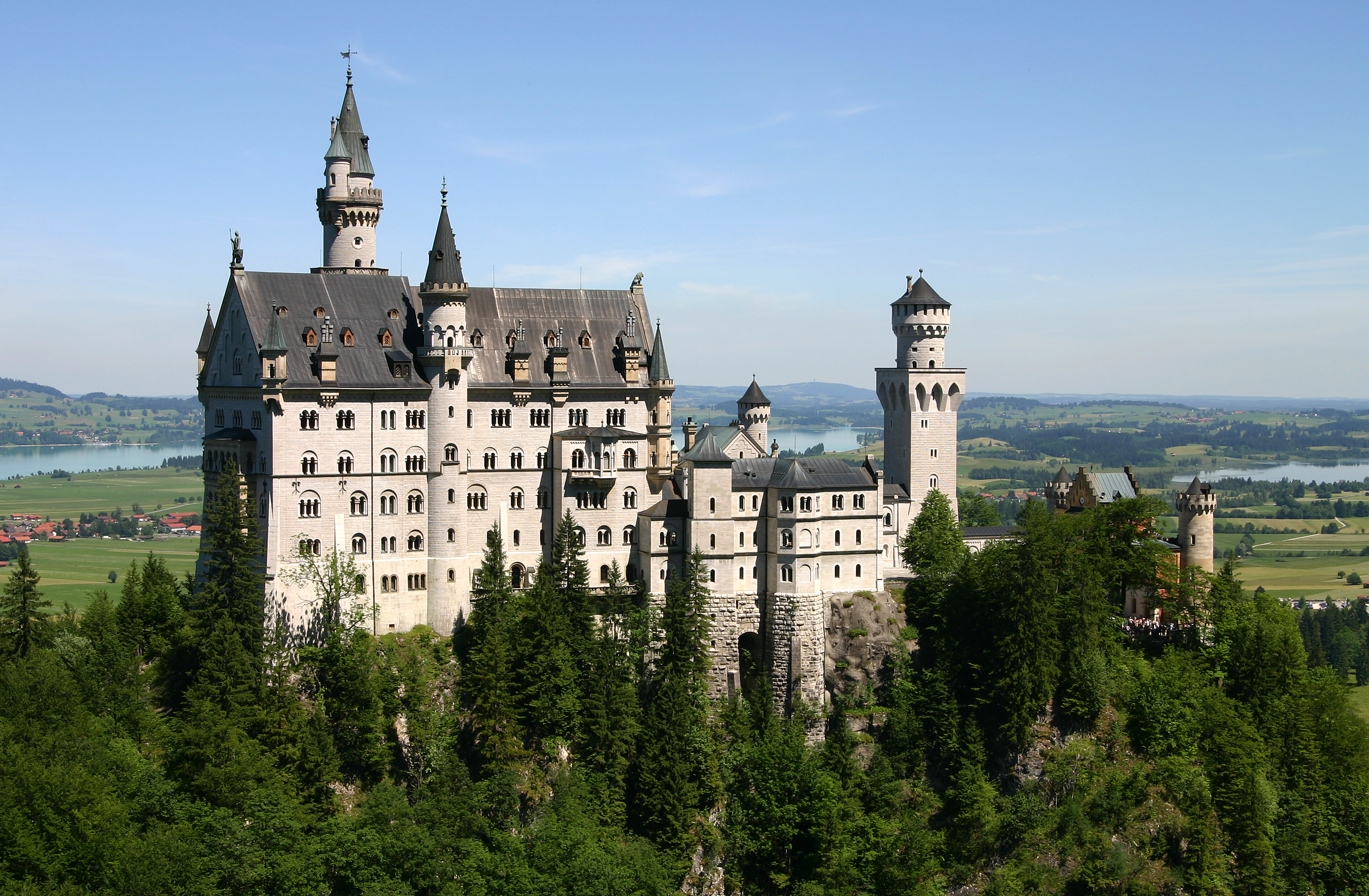
Schloss Neuschwanstein

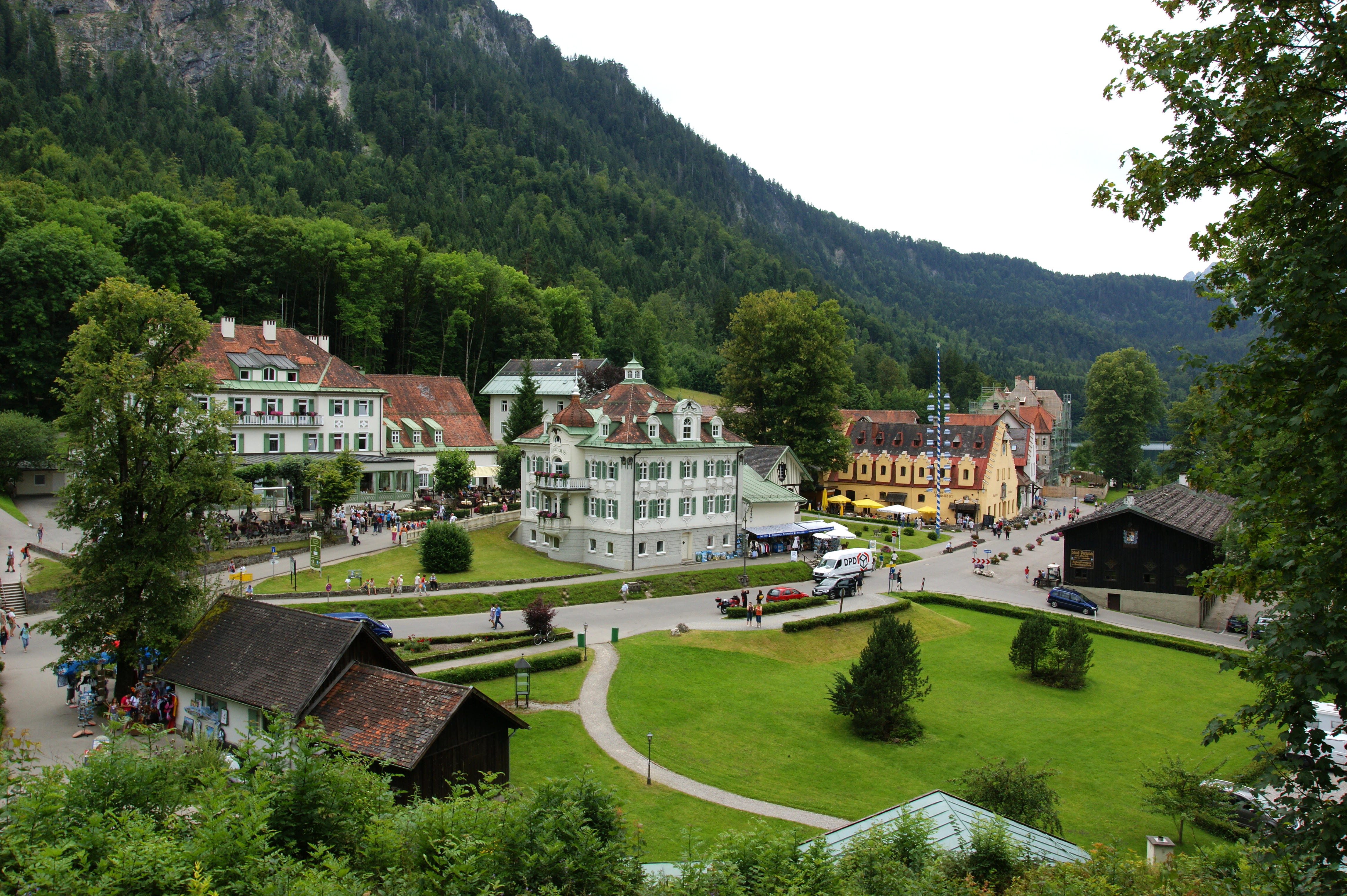
Blick auf Hohenschwangau

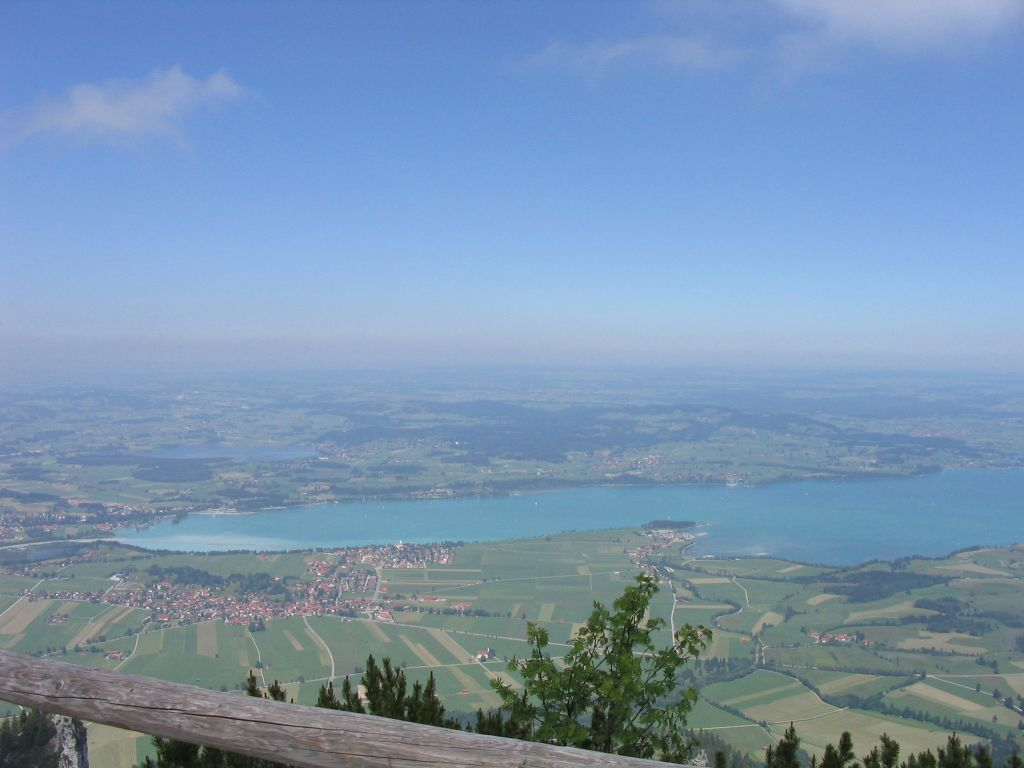
Schwangau von Tegelberg aus gesehen

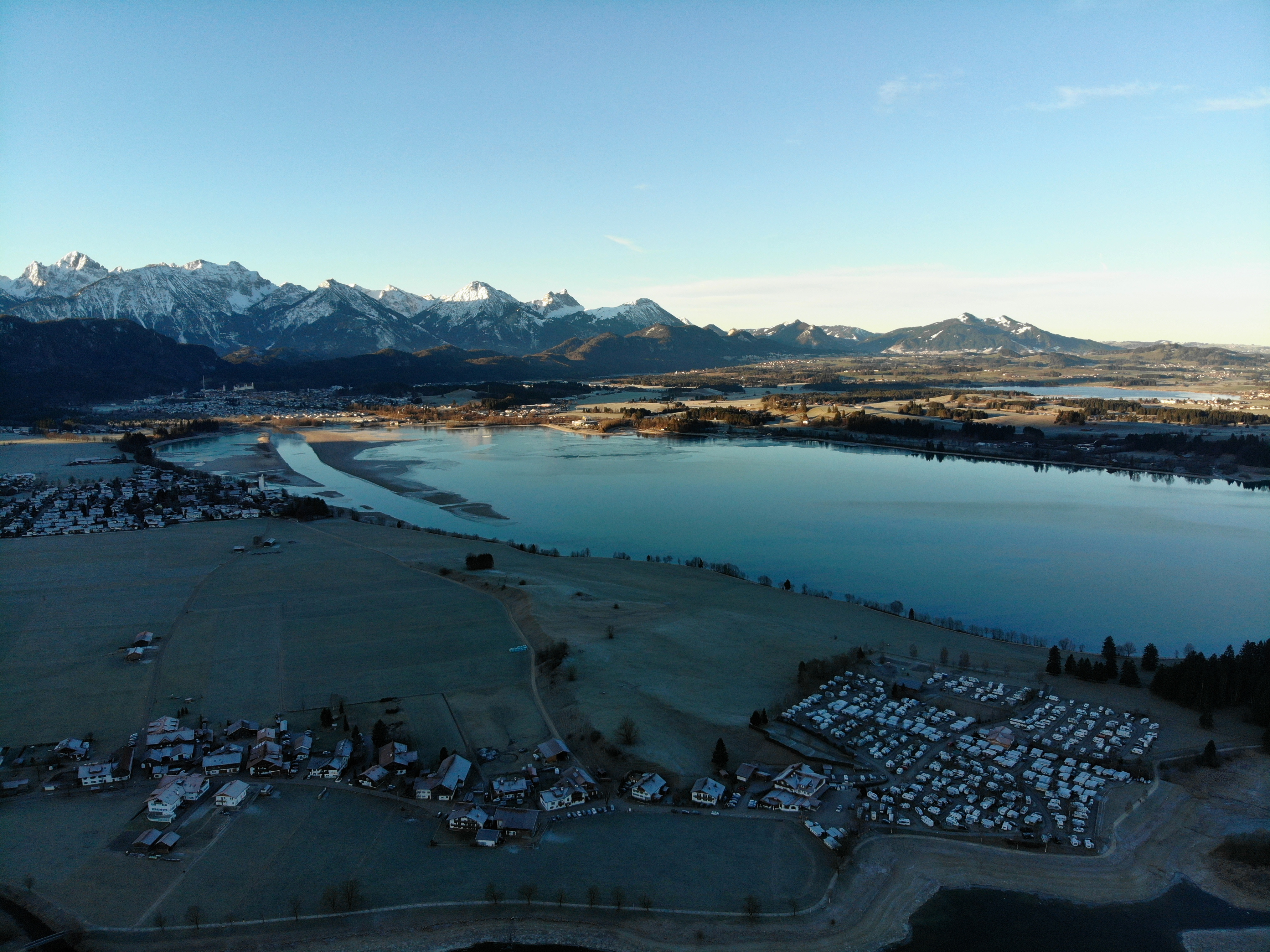
Im Vordergrund der Ortsteil Brunnen mit Campingplatz, am linken Bildrand der Gemeindeteil Waltenhofen

Schwangau (Dialekt Schwõ´gɘ) ist eine Gemeinde im bayerisch-schwäbischen Landkreis Ostallgäu. Im Gemeindeteil Hohenschwangau stehen die berühmten Königsschlösser Neuschwanstein und Hohenschwangau.

## Geographie

### Lage
Schwangau liegt im Allgäu, im Süden Bayerns an der Romantischen Straße, die im vier Kilometer entfernten Füssen endet. Die Höhenlage der Gemeinde befindet sich zwischen ca. 770 m ü. NHN (Forggensee) und 2082 m ü. NHN (Hochplatte im Ammergebirge).

### Ausdehnung des Gemeindegebietes
Die Gemeinde besteht aus den Gemarkungen Schwangau und Waltenhofen. Im relativ flachen Nordwesten des Gemeindegebietes liegen der Schwansee, der Bannwaldsee und alle größeren Ortschaften. Der größte (östliche) Teil des Forggensees gehört zu Schwangau.
Im Südosten beginnen die Ammergauer Alpen. Dort liegt auch der Alpsee. Die Pöllat, im Unterlauf auch Mühlberger Ach genannt, entspringt auf Schwangauer Gebiet in den Ammergauer Alpen, fließt durch die Bleckenau zum Pöllatfall und dann nordwärts in den Forggensee.

### Gemeindeteile
Schwangau hat acht Gemeindeteile (in Klammern ist der Siedlungstyp angegeben):
- Alterschrofen (Dorf)
- Brunnen (Dorf)
- Erlisholz (Einöde)
- Hohenschwangau (Dorf)
- Horn (Dorf)
- Mühlberg (Weiler)
- Schwangau (Pfarrdorf)
- Waltenhofen (Pfarrdorf)

Abgegangene Orte sind die Weiler Deutenhausen und Forggen.

## Geschichte

### Bis zum 18. Jahrhundert
Werkzeugfunde auf dem Frauenberg bei Horn und am Nordufer des Bannwaldsees lassen darauf schließen, dass die erste Besiedlung Schwangaus bis in die mittlere Steinzeit zurückreicht.
Im Jahre 15 v. Chr. eroberten römische Truppen unter Drusus und Tiberius das Alpenvorland bis zur Donau. Unter Kaiser Claudius wurde der wahrscheinlich schon vorher als Pfad bestehende Alpenweg zu einer ca. fünf Meter breiten Straße ausgebaut, der Via Claudia Augusta. Sie verband das römische Mutterland mit der Provinz Raetien. In Füssen war zu dieser Zeit eine Nachschubeinheit stationiert. Ausgemusterte Soldaten erhielten als Abschiedsgaben vom Militär kleine Ländereien und gingen mit der ansässigen Bevölkerung Lebensgemeinschaften ein.
So entstanden die Römersiedlung am Tegelberg mit einem heute konservierten Badehaus aus dem 2. Jahrhundert und die kleinen villae rusticae (Gutshöfe) bei Forggen. In den Jahren 284 bis 305 überrannten Germanenstämme mehrmals das Land und verließen es mit dem Zusammenbruch des römischen Imperiums – vermutlich friedlich – um 450.
Die Alemannen besiedelten das Schwangauer Gebiet etwa um das Jahr 600 und bewirtschafteten es. Man vermutet, dass sie lechaufwärts zogen und dann in Schwangau zu roden begannen. Aus dieser Zeit sind bis heute noch ca. 130 Gräber am Nordrand von Schwangau erhalten, die beim Bau eines Wohnhauses in den 1960er Jahren im heutigen Alemannenweg entdeckt wurden.
Mit Beginn der Christianisierung im 8. Jahrhundert fehlen dann in den Gräbern Grabbeigaben. In diese Zeit fällt die Gründung der Kirche in Waltenhofen im Jahre 746 und die Toten wurden von da an dort begraben. Sie war die erste christliche Kirche rechts des Lechs und wurde von den Heiligen Magnus und Tosso erbaut.
Die erste urkundliche Erwähnung von Schwangau als „Castrum Swangowe“ erfolgte im Jahre 1090. Damit war die Doppelburg Vorder- und Hinterschwangau gemeint, auf dem Felsen des heutigen Schlosses Neuschwanstein. Sie war Eigentum Welfs des Älteren. Die welfischen Ministerialen, die Schwangauer, lebten auf diesem Schwanstein. Mit dem Tode Welfs VI. 1191 fällt das welfische Eigentum an Schwangau an die Staufer, 1268 an das Reich, womit die Herren von Schwangau Reichsritter wurden. Zu dieser Zeit lebte der wohl berühmteste Schwangauer, der Minnesänger Hiltbolt von Schwangau (* ca. 1190–1256). Von ihm sind 22 Minnelieder erhalten, deren Entstehungszeit zwischen 1215 und 1225 angesetzt wird, die in der Heidelberger und teilweise in der Weingartner Liederhandschrift Einzug gefunden haben.
Ab dem 15. Jahrhundert, mit der Teilung der Herrschaft durch Ulrich II. von Schwangau auf seine vier Söhne im Jahre 1428, kamen die reichsunmittelbaren Schwangauer Ritter aus ihrer finanziellen Not nicht mehr heraus. Der Dichterkomponist Oswald von Wolkenstein, Ehemann der Margareta von Schwangau, musste mit seinen Schwägern lange um die Mitgift seiner Frau ringen. Misswirtschaft und Erbstreitigkeiten führten dazu, dass Georg von Schwangau sein Erbe, Hohenschwangau und den Frauenstein, sowie die Gerichtsbarkeit dazu an Herzog Albrecht III. von Bayern-München im Jahre 1440 verkaufte. Die Schwangauer waren nun meist die Pfleger der Herzöge von Bayern auf Schwangau. 1521 wurden die beiden Brüder Heinrich und Georg von Schwangau aber auf dem Reichstag zu Worms erneut mit den Alloden und Lehen der Schwangauer durch Kaiser Karl V. belehnt und damit Reichsritter im Schwäbischen Ritterkreis. Aber schon 1535 mussten sie den gesamten Besitz für 35.000 fl. an den Kaiserlichen Rat und Patrizier Johann Paumgartner aus Augsburg verkaufen. 1536 starben die beiden Brüder, und damit starb auch das Geschlecht der Herren von Schwangau aus.
Johann Paumgartner ließ die verwahrloste Burg Schwanstein (heute Schloss Hohenschwangau) wieder neu aufbauen, während Vorder- und Hinterschwangau sowie Frauenstein weiterhin verwahrlosten. 1549 starb Johann Paumgartner und die Herrschaft fiel an seine beiden Söhne David und Georg. 1561 verpfändete David Paumgartner Hohenschwangau an Markgraf Georg-Friedrich von Brandenburg-Ansbach-Kulmbach.
Der Markgraf verkaufte die Herrschaft 1567 an Herzog Albrecht V. von Bayern. Dieser brachte auch die Ansprüche der Gläubiger Paumgartners an sich und wurde reichsrechtlich mit Hohenschwangau belehnt. 1604 erhielt dann Herzog Max I. von Bayern die Anwartschaft auf die mit Hohenschwangau verbundenen Reichslehen, Kurfürst Ferdinand Maria von Bayern 1670 diese selbst.
Zu den Wirren des Dreißigjährigen Krieges (1618–1648) kam für die Schwangauer die Pest als weiteres Drangsal hinzu. Sie wütete in den Jahren 1635/1636 und dezimierte die Bevölkerung stark. Während der Nacht wurden die Toten auf Karren hinaus zum Pestfriedhof nach St. Coloman gefahren. Nach diesem großen Aderlass wurde die Gemeinde mit Exulanten aus Tirol und dem Engadin neu besiedelt. Von letzteren stammt wahrscheinlich die typisch Schwangauer Bauweise, »die Schupfe«.

### 19. Jahrhundert
In den darauffolgenden Jahrzehnten wechselte die Burg in Hohenschwangau mehrmals die Besitzer. Während der Koalitionskriege von 1800 bis 1809 wurde sie so schwer beschädigt, dass sie 1820 nur noch als Ruine verkauft werden konnte. 1832 erwarb Kronprinz Maximilian, der spätere König Max II., die Ruine und ließ sie nach den Plänen und Skizzen des Dominicus Quaglio im neugotischen Stil wieder erbauen (1832–1836).
Die Gemeinde Schwangau gehörte im Königreich Bayern zum Landgericht Schongau und seit 1862 zum neu errichteten Bezirksamt Schongau. Bereits 1865 wechselte sie auf Allerhöchsten Befehl von König Ludwig II. in das Bezirksamt und Landgericht Füssen.
Der älteste Sohn Maximilians, Ludwig II. von Bayern, ließ an der Stelle der Burgen Vorder- und Hinterschwangau das Schloss Neuschwanstein errichten. Die Grundsteinlegung erfolgte am 5. September 1869. Die Bauarbeiten wurden 1886 mit dem Tod des Königs eingestellt, so dass das Schloss nie ganz vollendet wurde.
Kurz vor der Jahrhundertwende hielt der Fremdenverkehr in Schwangau Einzug und die ersten Pensionen und Hotels entstanden. Infolge dieser Entwicklung stellte sich auch die Bevölkerung immer mehr auf den Tourismus ein.

### 20. Jahrhundert
Im Jahr 1938 wurde unter dem damaligen Bürgermeister Pfeiffer in Schwangau ein Kurpark errichtet.
Viele Bemühungen der Gemeinde im Laufe der Jahre führten 1926 zur Anerkennung als Luftkurort und 1986 zur Verleihung des Prädikates Heilklimatischer Kurort.
Am 6. und 7. September 1947 fand am Schwangauer Bannwaldsee das Gründungstreffen der berühmten Gruppe 47 statt. Initiatorin und Einladende in ihr „Seegut Bannwaldsee“ war die Fotografin, Kunsthistorikerin, Ethnologin und Dichterin Ilse Schneider-Lengyel.
Der Aufstau des Forggensees 1953/1954 bedeutete für die Gemeinde eine große Strukturveränderung. Sie verlor 1071 ha Grund, ein Viertel ihrer damaligen Fläche. Die Ortschaften Deutenhausen, Forggen und Teile von Brunnen fielen der Aufstauung zum Opfer. Mit Unterstützung der BAWAG (Bayerische Wasserkraft AG) konnten die gemeindliche Wasserversorgung, ein Teil der Ortskanalisation, die Grundschule und das Rathaus finanziert werden.
Vor der Gebietsreform gehörte die Gemeinde zum Landkreis Füssen. Dieser ging 1972 im  Landkreis Ostallgäu auf. Die Gemeinde selbst blieb dabei unverändert.

### Einwohnerentwicklung
Im Jahre 1840 hatte Schwangau 700 Einwohner. Fast 100 Jahre später hatte sich die Zahl mehr als verdoppelt.
1961 überschritt sie die Zahl von 2.600 Einwohnern, 1970 waren es 2.859 Einwohner. Sowie in den Jahren 1988 und 2015 wurden mehr als 3.000 Einwohner gezählt.
| Jahr | Einwohner |
| ---- | --------- |
| 1840 | 700       |
| 1939 | 1524      |
| 1961 | 2615      |
| 1970 | 2859      |
| 1988 | 3104      |
| 1991 | 3481      |
| 1995 | 3415      |
| 2005 | 3419      |
| 2010 | 3360      |
| 2015 | 3233      |
| 2020 | 3344      |

## Politik

### Bürgermeister
Seit 1. Mai 2014 ist Stefan Rinke (* 1972) Bürgermeister; er wurde am 15. März 2020 als einziger Bewerber, nominiert von CSU, FDG und Freien Wählern, mit 95,2 % der Stimmen wiedergewählt.

### Gemeinderat
Die Wahl am 15. März 2020 hatte folgendes Ergebnis:
| Partei                 | Sitze | Anteil (%) |
| ---------------------- | ----- | ---------- |
| CSU                    | 6     | 37,72      |
| Freie Dorfgemeinschaft | 4     | 28,69      |
| Freie Wähler           | 4     | 23,50      |
| SPD                    | 2     | 10,08      |

Die Wahlbeteiligung betrug 59,24 %.

### Wappen
| Wappen der Gemeinde Schwangau | Blasonierung: „In Rot ein schwarzbewehrter silberner Schwan mit gespreizten Flügeln“ |
| Wappen der Gemeinde Schwangau | Das Wappen wird seit 1953 geführt.                                                   |

## Kultur und Sehenswürdigkeiten

### Bauwerke

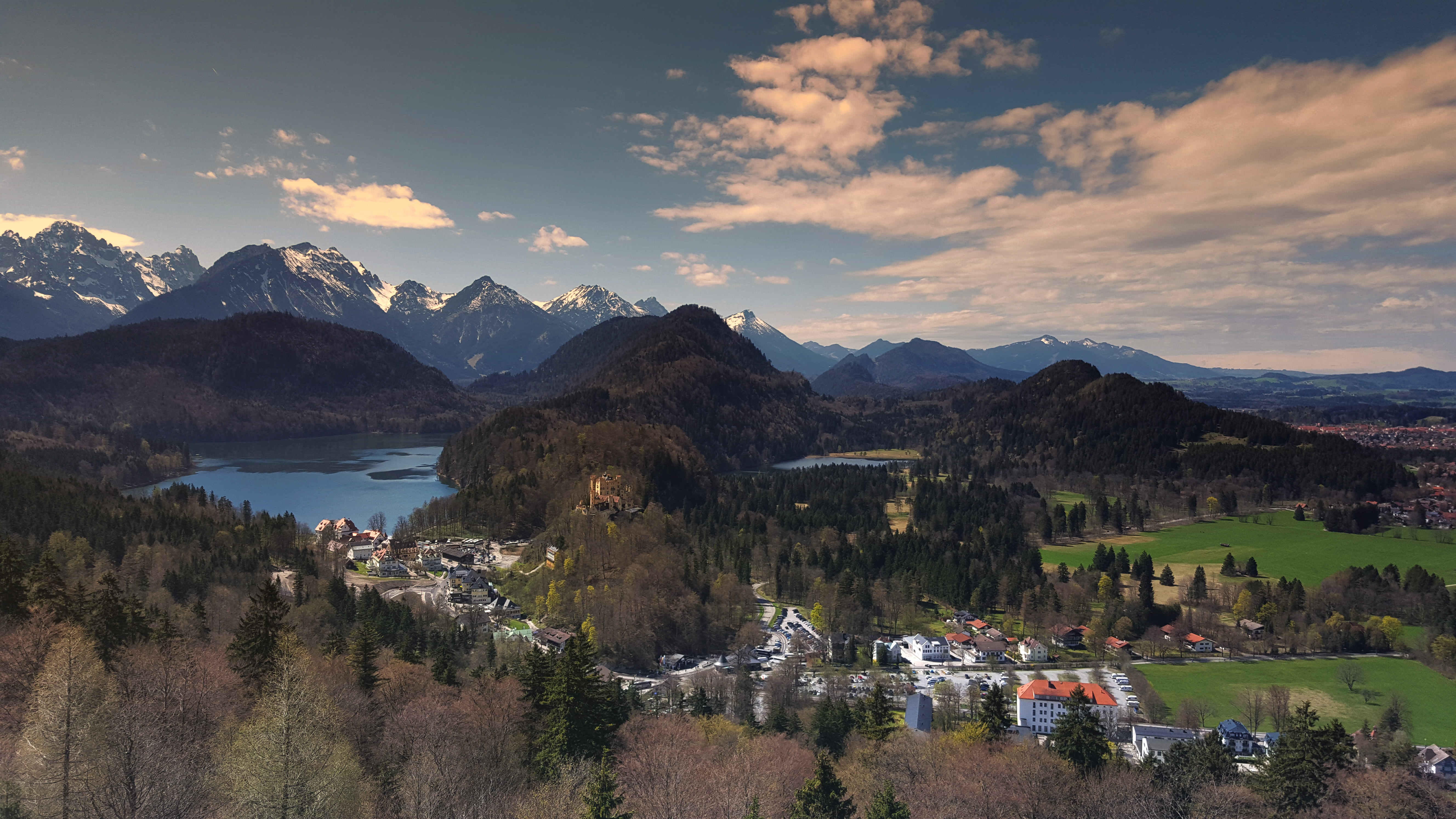
Blick vom Schloss Neuschwanstein

- Schloss Neuschwanstein
- Schloss Hohenschwangau
- Schloss Bullachberg
- Marienbrücke
- Kirche St. Coloman
- Kirche St. Georg

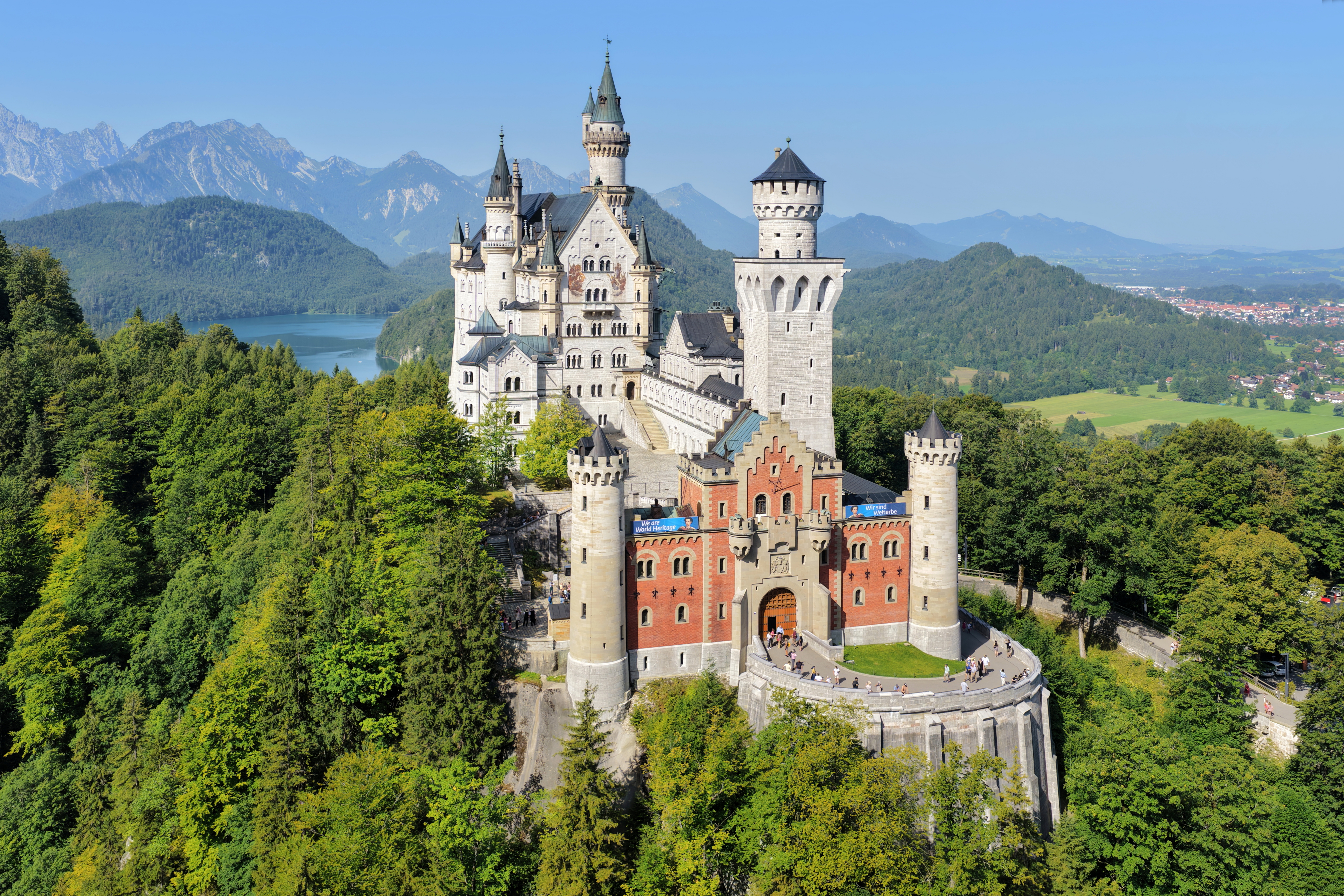
Schloss Neuschwanstein

- Pfarrkirche St. Maria und Florian (Waltenhofen)
- Wohnhaus von Ilse Schneider-Lengyel, heute Campingplatz Bannwaldsee

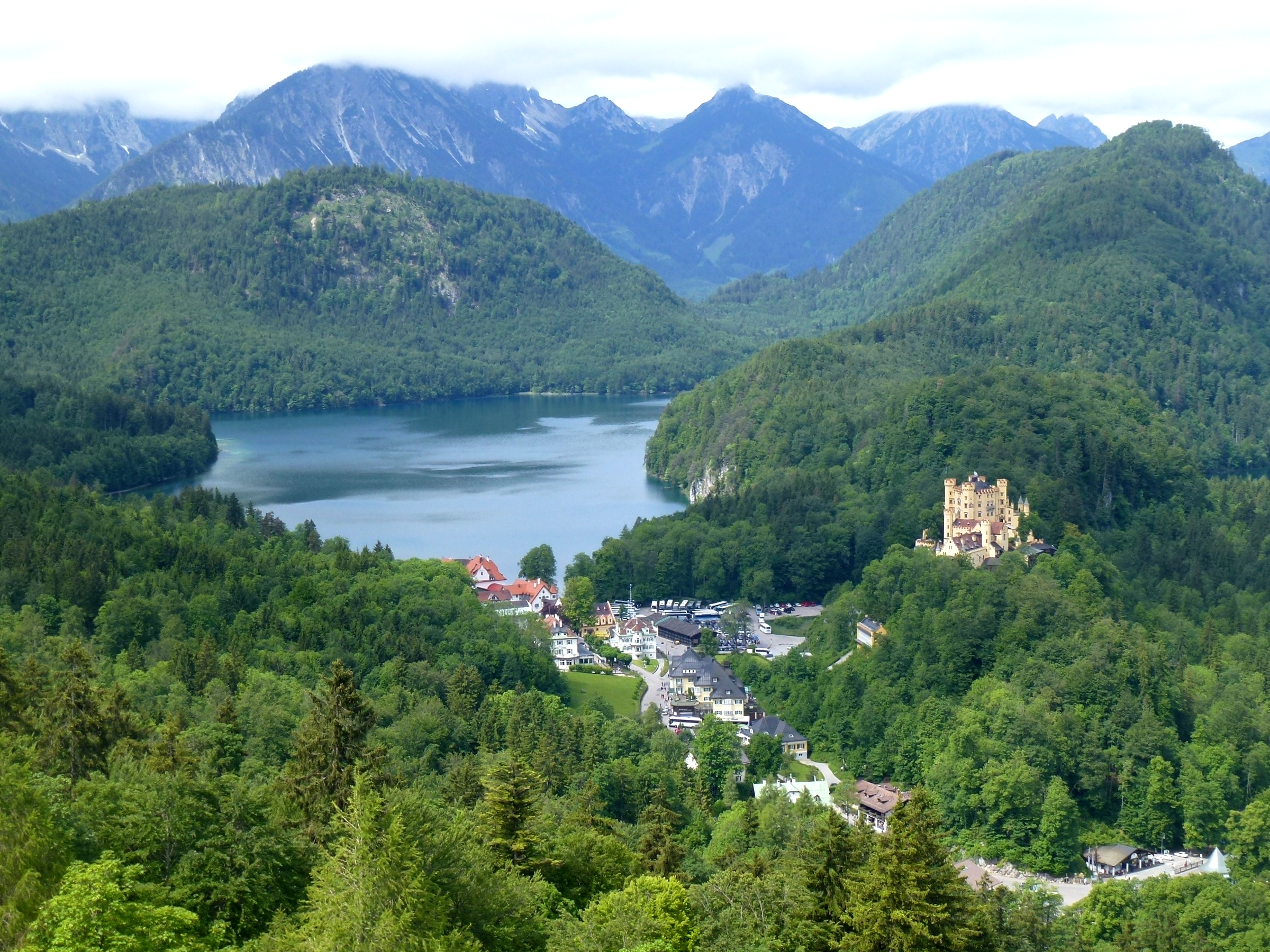
Schloss Hohenschwangau und Alpsee
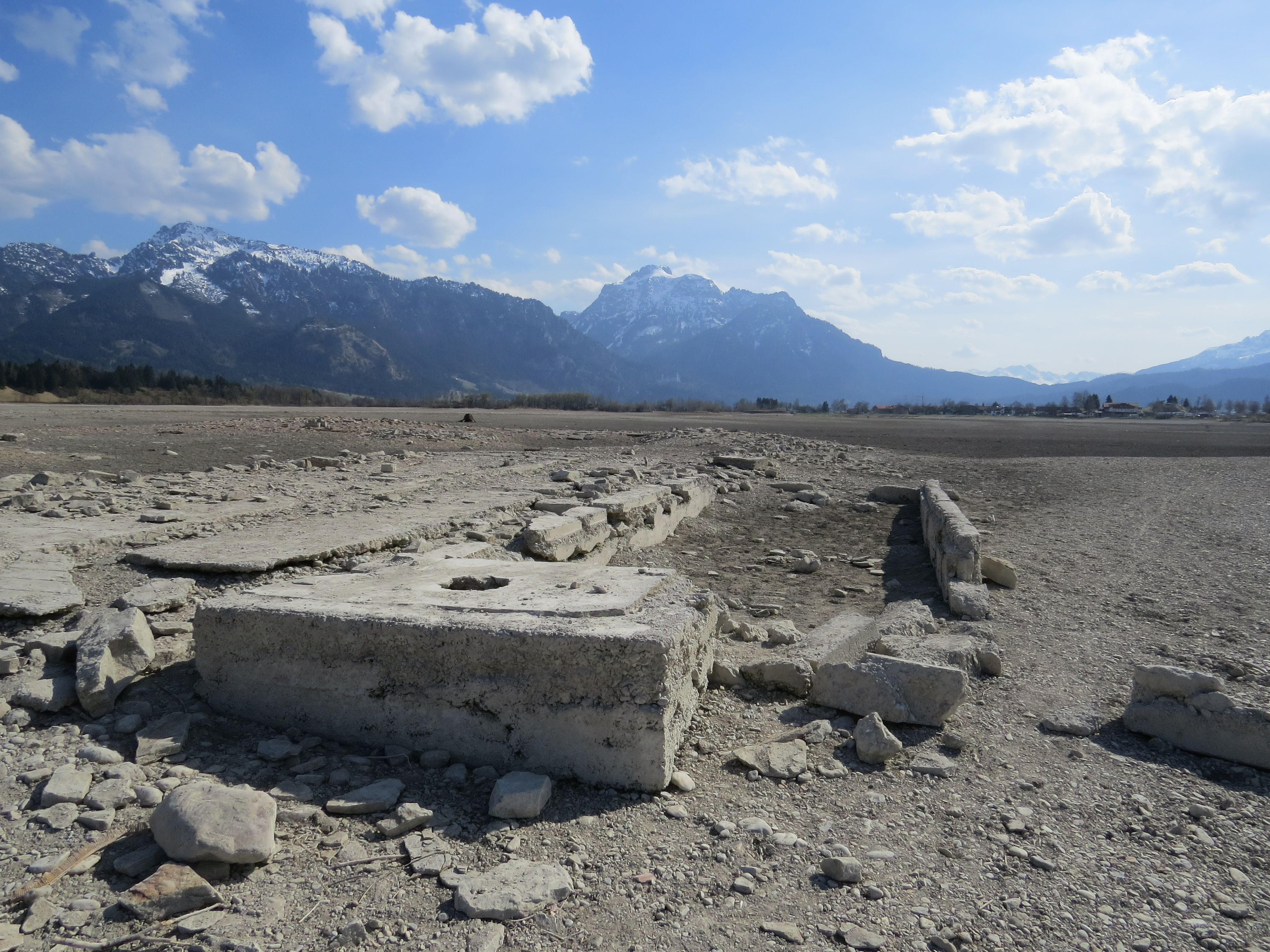
Reste des Weilers Forggen
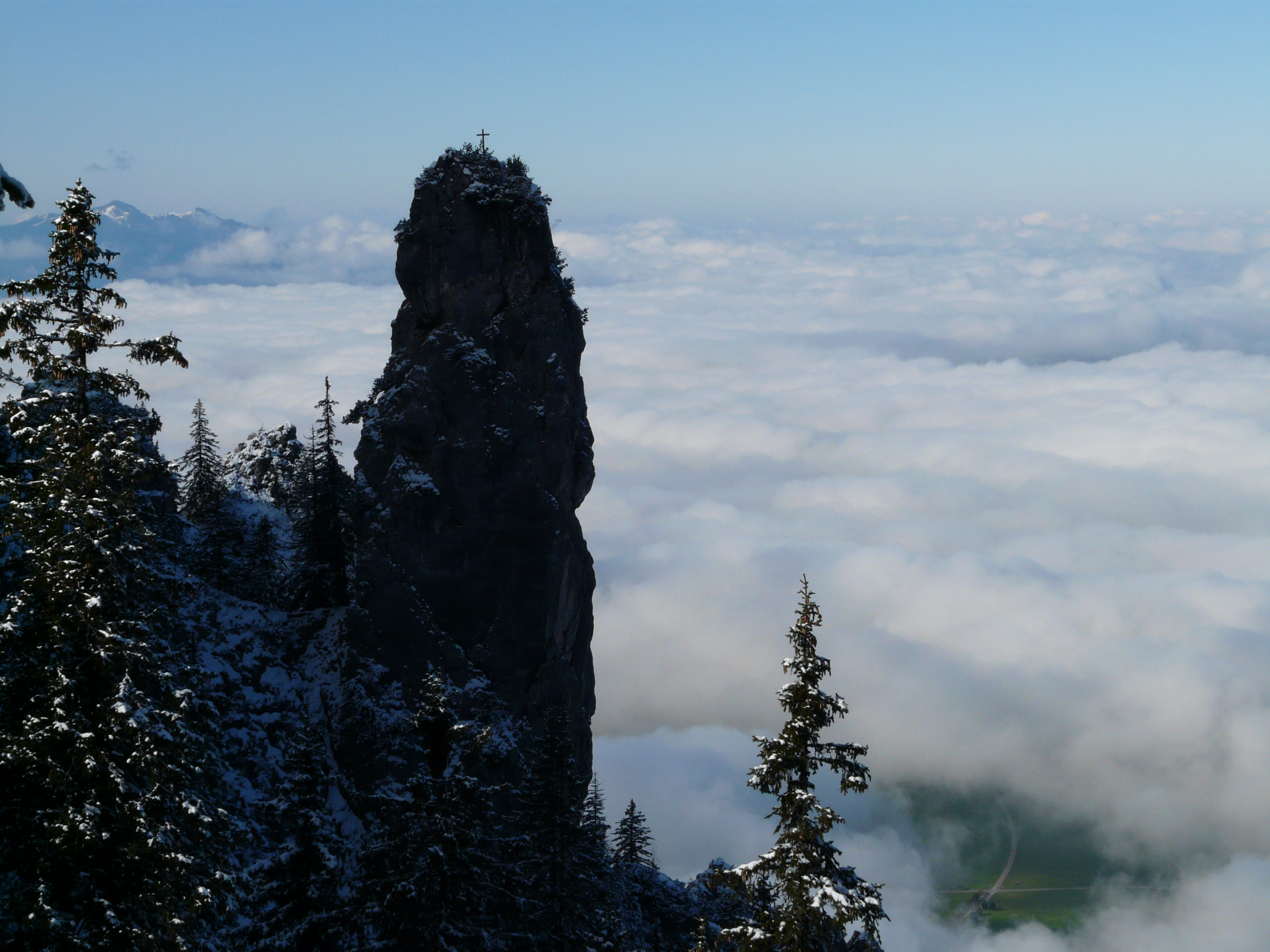
Gelber Wandschrofen
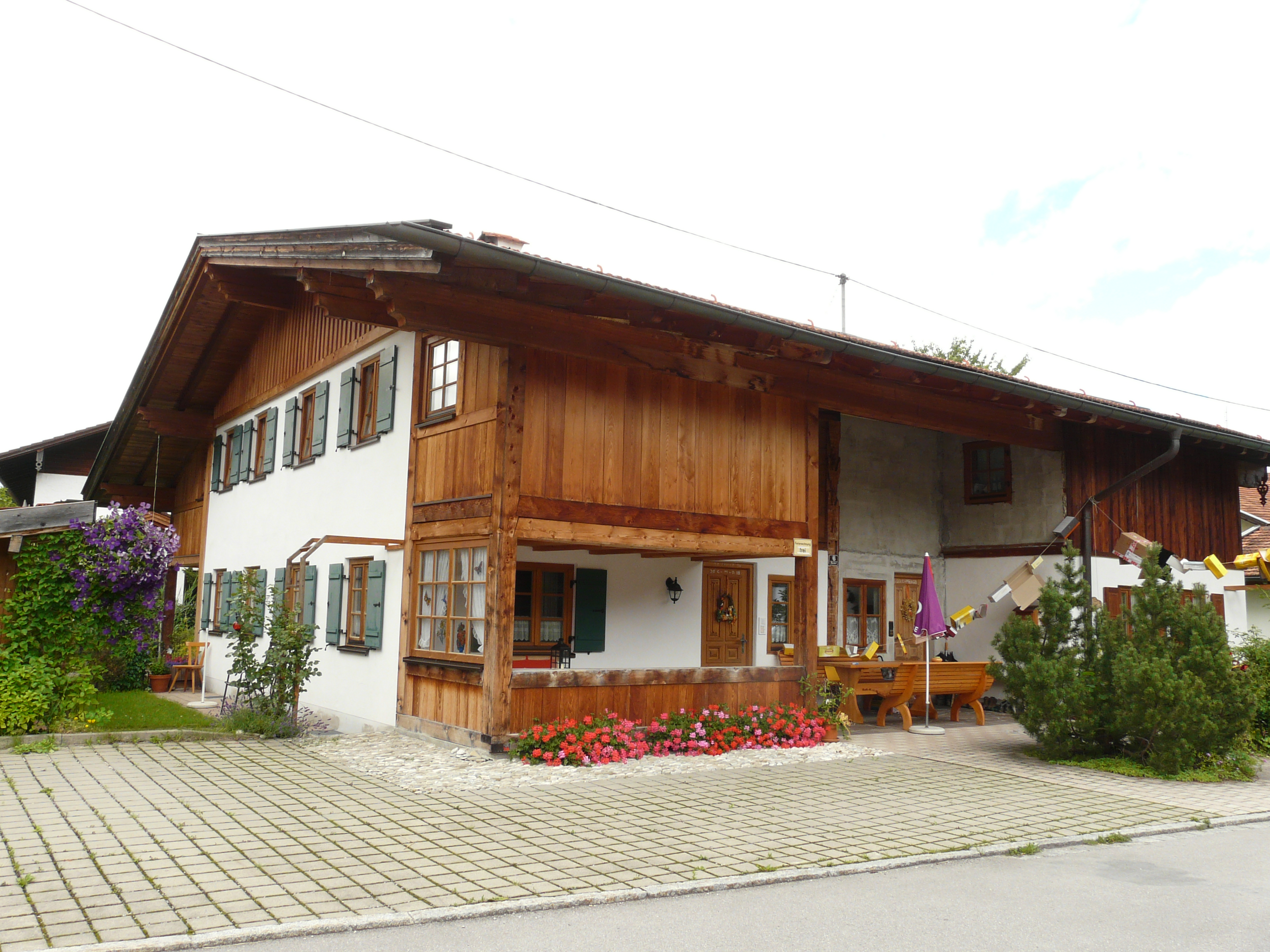
Ortstypisches Laubenhaus in Schwangau
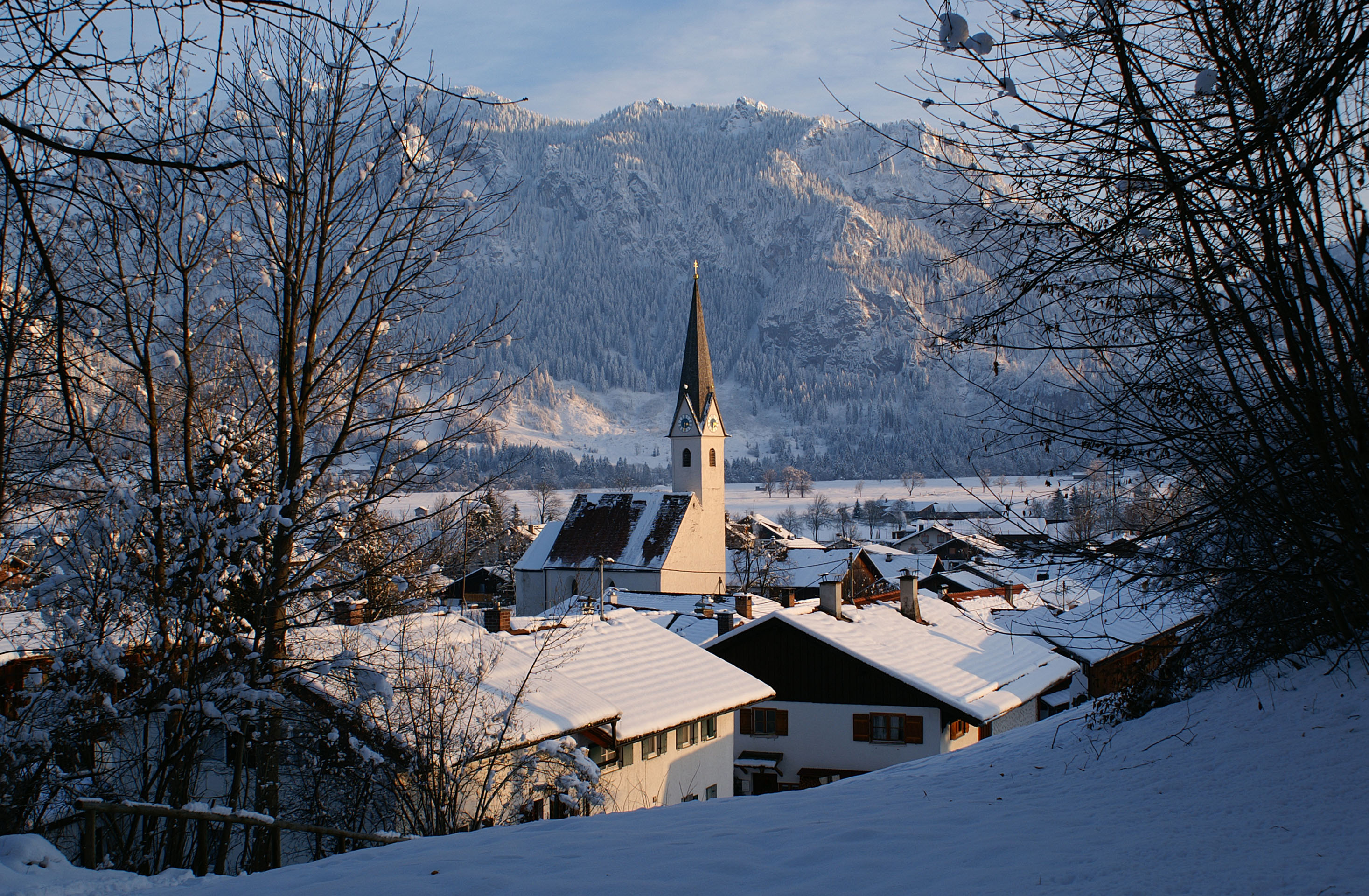
Schwangau im Winter

### Sport
In Schwangau gibt es mehrere Sportvereine.
An Sporteinrichtungen verfügt die Gemeinde über einen Rasen-Fußballplatz, Tennisplätze, zwei Schießsporteinrichtungen, zwei Segelboot-Anlegeplätze am Forggensee, einen Modellflugplatz, Start- und Landeplatz der Drachen- und Gleitschirmflieger am Tegelberg, verschiedene Skilifte am Tegelberg, eine Skilanglauf-Loipe, die durch weite Teile des Gemeindegebietes führt, die Kristalltherme mit verschiedenen Schwimmbecken, Klettersteige am Tegelberg und eine Sporthalle an der Grundschule Schwangau.
Regelmäßig stattfindende Sportveranstaltungen sind unter anderem der Neuschwansteinlauf, der Schwanseelauf, der Tegelberglauf, im Rahmen dessen 2006 die Deutsche Berglaufmeisterschaft stattfand, sowie das Dorfsportfest des TSV Schwangau.

### Regelmäßige Veranstaltungen
Im Oktober findet das Colomansfest mit Colomansritt statt.

## Wirtschaft und Infrastruktur
Die Haupterwerbszweige sind der Fremdenverkehr, Handwerk, Gewerbe und Landwirtschaft.

### Wasserversorgung
Die gemeindliche Wasserversorgung erfolgt über den Brunnen östlich des Hauptortes (Wasserschutzgebiet mit ca. 58 ha) sowie die Bennaquelle im Ammergebirge. Hohenschwangau und Schloss Neuschwanstein werden durch Altrechte des Wittelsbacher Ausgleichsfonds teilversorgt. Daneben gibt es eine Reihe kleinerer Wasserversorgungen, insbesondere für Berghütten.

### Öffentlicher Nahverkehr
Seit Mai 2024 hält der DAV BergBus (Linie 996) Richtung Wieskirche und München-Pasing in Schwangau und bei Schloss Neuschwanstein. Die Buslinie wird nur während der Sommersaison am Wochenende bedient und liegt komplett im Tarifgebiet des MVV.

### Radverkehr
Schwangau liegt am Bodensee-Königssee-Radweg, welcher in Lindau beginnt und zum Königssee bei Berchtesgaden führt. Er verläuft von Füssen kommend über Alterschrofen, Hohenschwangau, Schwangau und am Bannwaldsee entlang Richtung Halblech.

## Persönlichkeiten
- Hiltbolt von Schwangau (13. Jahrhundert), Minnesänger
- Margareta von Schwangau (* um 1390; † nach dem 23. Mai 1451), Ehefrau von Oswald von Wolkenstein
- Simpert Niggel (1710–1785), Geigenbauer
- König Ludwig II. (1845–1886)
- Pankratius Pfeiffer (1872–1945), geboren in Brunnen. Der Salvatorianer-Pater verhalf während der deutschen Besatzung Roms im Zweiten Weltkrieg römischen Juden und Widerstandskämpfern zur Flucht.
- Heinz Guderian (1888–1954), Generaloberst, starb in Schwangau
- Ilse Schneider-Lengyel (1903–1972), Fotografin, Kunsthistorikerin, Ethnologin, Dichterin, 1947 Initiatorin der Gruppe 47
- Andreas Schweiger (1953–2018), Biathlet